# 甘官屯镇
甘官屯镇，原为甘官屯乡，是中华人民共和国山東省聊城市冠县下辖的一个乡镇级行政单位。2020年7月，撤乡设镇，现区划代码为371525112。

## 行政区划
甘官屯镇下辖以下地区：
甘官屯村、侣庄村、赵郎寨村、岳庄村、张官寨村、东国寨村、西国寨村、梁村、前王二庄村、后王二庄村、前蚕姑庙村、后蚕姑庙村、大辛庄村、卢辛庄村、梅二庄村、东布寨村、中布寨村、西布寨村、东王信村、西王信村、前王二寨村、后王二寨村、刘贯庄村、连寨前村、连寨中村、连寨后村、东杏二庄村、西杏二庄村、许村、张八寨东村、张八寨中村、张八寨西村、邓官屯村、七姓屯村和南野庄村。